# Kirsten Søberg
Kirsten Søberg (* 17. April 1929 in Vejen; † 9. Juli 1980 in Nykøbing Falster) war eine dänische Schauspielerin.

## Leben
Kirsten Søberg wuchs in der süddänischen Kleinstadt Vejen auf.
Nach ihrem Schulabschluss absolvierte sie von 1946 bis 1950 ihre Schauspielausbildung an der Schauspielschule des Odense Teater, wo sie auch ihr Bühnendebüt als Darstellerin hatte und dort anschließend bis zum Jahr 1956 als festes Ensemblemitglied engagiert war. Als Bühnendarstellerin wirkte sie in zahlreichen Theaterstücken, Operetten, Musicals und in Varieté-Shows mit, so unter anderem auch am Folketeatret, am Betty-Nansen-Theater, am Frederiksberg-Theater, am Aarhus Teater oder am Theater Helsingør. Von 1957 bis 1980 wirkte sie als Schauspielerin vor der Kamera in mehr als 30 Film-und-Fernsehproduktionen mit. Ihre letzte Rolle spielte sie im Jahr 1980 in einer Folge der Serie Die Leute von Korsbaek. Darüber hinaus war sie auch als Synchronsprecherin für Zeichentrickfilme tätig, wie beispielsweise für 101 Dalmatiner.
Kirsten Søberg war ab dem 3. Juli 1955 bis zu ihrem Tod mit dem Schauspieler Jørgen Bidstrup (1928–1992) verheiratet. Aus der Ehe gingen ein Sohn und eine Tochter hervor. Die Familie lebte in Nykøbing Falster. Søberg starb am 9. Juli 1980 im Alter von 51 Jahren an den Folgen einer Krebserkrankung. Ihre Grabstätte befindet sich auf dem Frimenigheds-Kirkegard in Vejen.

## Filmografie (Auswahl)
- 1958: Ullabella
- 1960: Kaerlighed
- 1961: Dr. Belhommes Pensionat
- 1963: Jeppe pa bjerget
- 1964: Tod bei Tisch
- 1965: 39 Seemänner und ein Mädchen
- 1969: Geld zum zweiten Frühstück
- 1970: Das Lied vom roten Rubin
- 1972: Naesehornet
- 1976: Could We Maybe
- 1977: Fiskerne (Fernsehserie, 6 Folgen)
- 1980: Die Leute von Korsbaek (Fernsehserie, 1 Folge)